# Béla Aggteleky
Béla Aggteleky, madžarski feldmaršal, * 14. september 1890, Šopron, † 4. avgust 1977, Ženeva.